# 鸣沙镇
鸣沙镇，是中华人民共和国宁夏回族自治区中卫市中宁县下辖的一个乡镇级行政单位。

## 行政区划
鸣沙镇下辖以下地区：
鸣雁社区、黄营村、薛营村、鸣沙村、二道渠村、五道渠村、李滩村、长滩村和长鸣村。